# Agrostophyllum compressum
Agrostophyllum compressum är en orkidéart som beskrevs av Rudolf Schlechter. Agrostophyllum compressum ingår i släktet Agrostophyllum och familjen orkidéer. Inga underarter finns listade i Catalogue of Life.